# Nấc thang lên thiên đường
Nấc thang lên thiên đường (chữ Hán: 天國의階段; Hangul: 천국의 계단), là phim truyền hình nổi tiếng của Hàn Quốc do đài SBS sản xuất, đã lôi cuốn rất nhiều người xem trong năm 2003-2004. Phim cũng góp phần tạo dựng tên tuổi cho rất nhiều diễn viên trẻ như Choi Ji-woo, Kwon Sang-woo, Kim Tae-hee, Park Shin-hye,...
"Nấc thang lên thiên đường" đã trở thành bộ phim có tỷ lệ người xem cao thứ ba tại Hàn Quốc vào năm 2004, với 38,4% số khán giả xem truyền hình quan tâm theo dõi. Bộ phim cũng đã "làm nên lịch sử" tại Singapore khi là bộ phim truyền hình đầu tiên của Hàn Quốc được chiếu vào "giờ vàng" (10 giờ tối) trên kênh Channel U.

## Tóm tắt
Han Jung-suh (Choi Ji-woo) và Cha Song-joo (Kwon Sang-woo) là đôi bạn thanh mai trúc mã, có một mối liên kết đặc biệt dần phát triển thành tình yêu. Cả hai đều mang trong mình nỗi đau mất người thân: cha của Song-joo qua đời trong một vụ tai nạn giao thông, còn mẹ của Jung-suh mất vì bệnh ung thư mắt.
Cha của Jung-suh (Ha Jae-young) sau đó tái hôn với một nữ diễn viên tên là Tae Mi-ra (Lee Hui-hyang), người mang theo con gái riêng là Han Yoo-ri (Park Ji-mi) và con trai riêng là Han Tae-hwa (Lee Wan) về sống cùng. Yoo-ri ganh tị với Jung-suh, luôn tìm cách khiến cô bị mẹ kế ghét bỏ. Khi cha Jung-suh đi công tác, mẹ kế thường xuyên đánh đập cô. Mi-ra còn tìm cách ngăn cản Jung-suh du học cùng Song-joo, khiến anh phải sang Mỹ một mình. Tae Mi-ra lập kế hoạch để Yoo-ri chiếm được tình cảm của Song-joo – người thừa kế khối tài sản kếch xù. Trong khi đó, Jung-suh vẫn đối xử tốt với Tae-hwa, khiến anh hiểu lầm là cô yêu mình và nảy sinh tình cảm.
Ba năm sau, Song-joo (Kwon Sang-woo) trở về từ Mỹ, và Jung-suh (Choi Ji-woo) vội vã đến gặp anh. Yoo-ri (lúc này do Kim Tae-hee thủ vai), vì ghen tuông, tìm cách ngăn cản hai người tái hợp. Trên đường ra sân bay, Yoo-ri cố tình tông xe vào Jung-suh. Cô được đưa vào bệnh viện – nơi vừa có một nhóm nạn nhân chết trong vụ cháy. Yoo-ri đánh tráo giấy tờ tùy thân của Jung-suh với một nạn nhân, giả vờ rằng Jung-suh đã chết, và đưa cô về nhà cha ruột.
Tae-hwa (Shin Hyun-joon), vẫn còn yêu Jung-suh, phát hiện âm mưu của Yoo-ri nhưng lại nhân cơ hội bỏ trốn cùng cô. Jung-suh mất trí nhớ, và Tae-hwa chuyển chỗ ở, đổi tên hai người.
Năm năm sau, Yoo-ri sắp đính hôn với Song-joo. Anh quyết định buông bỏ quá khứ và đến vòng quay ngựa gỗ – nơi gắn liền với kỷ niệm tuổi thơ. Tại đó, anh bất ngờ nhìn thấy Jung-suh – lúc này mang tên Kim Ji-soo – đang làm việc tại một cửa hàng quần áo nhỏ và sống cùng Tae-hwa (nay tên Chul-soo). Song-joo chạy đến bên cô và nói rằng anh là người yêu cũ của cô, nhưng Jung-suh không tin.
Song-joo quyết tâm làm cô nhớ lại quá khứ. Qua nhiều sự việc, hai người dần trở nên thân thiết. Jung-suh lấy lại ký ức khi Yoo-ri suýt đâm cô lần nữa bằng xe hơi. Cô đến gặp Song-joo và tha thứ cho Tae-hwa, vì hiểu rằng anh làm vậy vì tình yêu.
Jung-suh và Song-joo hạnh phúc bên nhau… cho đến khi cô phát hiện mình bị ung thư mắt – căn bệnh từng cướp đi mẹ cô. Jung-suh xin Tae-hwa đưa cô rời xa Song-joo, vì không muốn anh đau khổ. Dần dần, thị lực của cô giảm sút, rồi mù hẳn. Tae-hwa kể cho Song-joo và gia đình anh sự thật về tai nạn năm xưa. Yoo-ri bị bắt, còn mẹ cô thì phát điên, phải nhập viện tâm thần.
Song-joo kết hôn với Jung-suh trong tình trạng cô đã mù, với sự chúc phúc từ hai gia đình. Jung-suh nói với Tae-hwa rằng điều ước duy nhất của cô là được thấy mặt Song-joo lần cuối. Cả Song-joo và Tae-hwa đều ngỏ ý hiến giác mạc cho cô, nhưng bác sĩ nói không thể lấy giác mạc từ người sống.
Tae-hwa quyết định hiến giác mạc bằng cách… tự sát trong một vụ tai nạn xe. Sau cái chết của anh, Jung-suh được phẫu thuật và có thể nhìn thấy lại. Tuy nhiên, khi biết người hiến tặng là Tae-hwa, cô lại suy sụp. Không lâu sau, cô bắt đầu trở bệnh – khối u đã di căn lên não và không thể phẫu thuật. Biết mình không còn sống được bao lâu, Jung-suh tha thứ cho Tae Mi-ra và Yoo-ri vì Tae-hwa. Cả hai mẹ con đều hối hận và xin lỗi cô. Jung-suh qua đời vài ngày sau đó, bên bờ biển – nơi tuổi thơ gắn bó – trong vòng tay của Song-joo.
Cảnh kết thúc quay về hình ảnh mở đầu: Song-joo đang chơi đàn piano bên bãi biển. Anh nói:
| “ | Có lẽ, người ấy (Tae-hwa) đã yêu cô gái ấy (Jung-suh) nhiều hơn tôi. Nhưng cho dù tôi thừa nhận điều đó… thì không có nghĩa là tôi yêu cô ấy ít hơn. | ” |

## Bảng phân vai
| Vai                                                    | Diễn viên      |
| ------------------------------------------------------ | -------------- |
| Cha Song-joo                                           | Kwon Sang-woo  |
| Han Jung-suh / Kim Ji-soo                              | Choi Ji-woo    |
| Han Yoo-ri (Eunice Han)                                | Kim Tae-hee    |
| Han Tae-hwa / Han Chul-soo (Tristan Han / Charlie Han) | Shin Hyun-joon |
| Min Seo-hyun - mẹ của Song-joo                         | Kim Ji-sook    |
| Han Su-ha - bố của Jung-suh                            | Ha Jae-young   |
| Tae Mi-ra - mẹ của Tae-hwa & Yoo-ri                    | Lee Hwi-hyang  |
| Han Pil-su - bố của Tae-hwa & Yoo-ri                   | Jung Han-yong  |
| Giám đốc Jang                                          | Lee Charm      |
| Cha Song-joo (thời niên thiếu)                         | Baek Sung-hyun |
| Han Jung-suh (thời niên thiếu)                         | Park Shin-hye  |
| Han Tae-hwa (thời niên thiếu)                          | Lee Wan        |
| Han Yoo-ri (thời niên thiếu)                           | Park Ji-mi     |

## Các đoạn nhạc nền trong phim
- Chopin's Piano Concerto No. 1 Op.11 E Minor 2nd Mvt : Romanza – Chopin
- Cheongugui Gi-eok (천국의 기억) – Jang Jung-woo
- Rette (레떼) – Kang Woo-jin
- Ave Maria – Rebecca Luker
- Geugeotmaneun (그것만은) – Jang Jung-woo
- Eonjekkajina (언제까지나)
- Na Man Eh Nuh (나만의 너) – Kim Hyun-ah
- Remember
- Seulpeun Sarang (슬픈 사랑)
- Areumda-un Neo-ege (아름다운 너에게) – Moon Ji-hwan
- Neoreul Jikilkke (너를 지킬께)
- Bogoshipda (보고싶다 / I Miss You) – Kim Bum-soo (ca khúc sau này được ca sĩ Bằng Kiều viết lại thể hiện bằng lời Việt)
- Kkeuchi Animeul (끝이 아님을)
- Cheongugui Gi-eok (천국의 기억) – Park Mook-hwan
- Sesang Kkeute Seo Isseodo (세상 끝에 서 있어도)
- Yaksok (약속)
- Geugeotmaneun (그것만은) – Park Mook-hwan
- Stairway to Heaven (lấy từ bản gốc của Led Zeppelin)
- Bania u cygana – Zero

## Một số thông tin
- Khi còn nhỏ, Jung-suh thuận tay trái. Nhưng khi lớn lên, cô ấy lại thuận tay phải.
- Cả hai cô gái Yoo-ri và Jung-suh đều học rất giỏi, luôn tranh giành vị trí đầu lớp.
- Các tên khác của phim
  - Stairs of Heaven
  - Stairs to Heaven
  - Stairways of Heaven
  - Heaven's Stairs
  - Paradise
  - Steps in Paradise
- Chiếc áo khoác xanh mà nhân vật Jung-suh từng diện đã được đấu giá tại 1 buổi đấu giá từ thiện do Jang Nara tổ chức.
- Trong 1 buổi họp fan hâm mộ tại Nhật, Kwon Sang-woo đã nói rằng Nấc thang lên thiên đường và bạn diễn Choi Ji-woo là những kỷ niệm không bao giờ quên.
- Mặc dù luôn tranh cãi lẫn nhau trong phim nhưng Choi Ji-woo và Kim Tae-hee là bạn thân của nhau và luôn giúp đỡ nhau trong quá trình làm phim.
- Đây là phim đầu tiên mà Kwon Sang-woo & Choi Ji-woo đóng chung, bộ phim thứ 2 đóng chung là "Cám dỗ" (2014).
- Đây là phim đầu tiên của Park Shin-hye tham gia.
- Tỉ suất bạn xem đài tại Hàn Quốc với tập cuối là 45.3% và tỉ suất trung bình là 38.8%.
- Trong bộ phim Hạ cánh nơi anh phát sóng năm 2019 - 20 trên đài tvN có đề cập đến bộ phim này và nữ diễn viên Choi Ji-woo. Đặc biệt, Choi Ji-woo xuất hiện là khách mời với một phân cảnh ngắn tập 13, anh lính Triều Tiên Kim Joo-muk (Yoo Soo-bin đóng) - cấp dưới của Ri Jeong-hyuk (Hyun Bin) - mê đắm Nấc thang lên thiên đường, là fan ruột của Choi Ji-woo. Mơ ước lớn nhất trong đời anh là được gặp thần tượng. Vì cảm kích các quân nhân giúp đỡ mình trong những ngày lưu lạc ở Triều Tiên, Yoon Se Ri (Son Ye-jin) - tài phiệt người Hàn - hứa tạo cơ hội để Kim Joo-muk ăn trưa cùng Choi Ji-woo nếu anh đến Hàn. Cảnh Kim Joo-muk gặp Choi Ji-woo đem đến nhiều tiếng cười cho khán giả, theo Naver. Anh mang mũ len, khăn choàng giống hệt Kwon Sang-woo - người yêu của Choi Ji-woo trong Nấc thang lên thiên đường. Chàng lính Triều Tiên không giữ được bình tĩnh, khóc khi thần tượng cười và trò truyện với mình.
- Ca khúc I Miss You (bo go ship da) do Yoon Il-sang sáng tác, nằm trong album phát hành năm 2002 của Kim Bum-soo. Ca khúc không thu hút khi ra mắt. Cuối năm 2003, khi xuất hiện trong Nấc thang lên thiên đường, hiệu ứng của phim giúp bài hát gây tiếng vang. Theo JoongAng Ilbo, ca khúc vào Top 20 trên bảng xếp hạng Melon, nhận đề cử "Nhạc phim hay nhất năm 2003" tại lễ trao giải Mnet và đưa tên tuổi Kim Bum-soo lên hàng ngôi sao. Chia sẻ trên KBS, ca sĩ khẳng định "I Miss You là bài hát của cuộc đời". Theo Naver, bản nhạc nền với ca từ lãng mạn góp phần làm nên nét buồn của bộ phim. Ngoài phần lời, sức hấp dẫn nằm ở giọng hát của Kim Bum-soo. Trên SBS năm 2003, ca sĩ cho biết: "Khi thu âm bài hát cho phim, tôi gặp khó khăn trong việc lột tả cảm xúc của nhân vật, đặc biệt ở câu hát 'Anh nhớ em đến chết mất' vì lúc đó đang hạnh phúc trong tình yêu. Cuối cùng, tôi đề nghị chia tay bạn gái để thể hiện tốt cảm xúc". Lời chia sẻ của ca sĩ thổi bùng cảm xúc của người nghe. Trên Daum, nhiều khán giả nói họ khóc mỗi lần nghe giọng hát của Kim Bum Soo, còn theo Osen, I Miss You là ca khúc "mọi đàn ông Hàn Quốc đều biết hát". Tác phẩm xếp thứ hai trong danh sách "Nhạc phim hay nhất mọi thời", đứng thứ năm trong danh sách "Ca khúc yêu thích nhất ở phòng hát karaoke" ở nước này. Nhiều ca sĩ Hàn Quốc như Chen (EXO), Soyou (Sistar), Davichi, Lee Seung Gi... cover bài hát. Ca khúc từng được ca sĩ Bằng Kiều đặt lời Việt và thể hiện. Sau 17 năm nhờ sức hút của Hạ cánh nơi anh, I Miss You lội ngược dòng vào Top 15 trên bảng xếp hạng Melon của Hàn với hàng trăm nghìn lượt nghe.

## Phiên bản làm lại
- Stairway to Heaven, phiên bản Phillippin tên tiếng Việt "Thiên đường vắng em" với sự tham gia của Dingdong Dantes, Rhian Ramos, Glaiza de Castro & TJ Trinidad trên GMA Network, phim chiếu tại Việt Nam trên kênh TodayTV từ ngày 2/5/2011.
- Cinta Sejati, a 2011 phiên bản Indonesia
- Лестница в небеса, a 2016 phiên bản Nga
- ឋានសួគ៌ស្នេហ៍, a 2016 phiên bản Campuchia